# Aleksander Karol Zielonka
Aleksander Karol Zielonka – szambelan królewski, rotmistrz chorągwi 3. Brygady Kawalerii Narodowej.
W 1781 roku został kawalerem Orderu Świętego Stanisława.